# بیماری (ترانه لیدی گاگا)
«بیماری» (انگلیسی: Disease) ترانه‌ای از خواننده آمریکایی لیدی گاگا است. این ترانه در ۲۵ اکتبر ۲۰۲۴ از طریق اینترسکوپ رکوردز به‌عنوان تک‌آهنگ آغازین هشتمین آلبوم استودیویی او، میهم، منتشر شد. گاگا این ترانه را با اندرو وات و سیرکوت نوشت و تهیه کرد، و نامزد گاگا، مایکل پولانسکی، در نوشتن آن نقش داشته است. از نظر موسیقایی، «بیماری» ترانه‌ای دارک پاپ، الکتروپاپ، دنس پاپ، سینث-پاپ و ئی‌دی‌ام است. اشعار آن در مورد توانایی عشق در شفای بیماری معشوقه صحبت می‌کند.
این ترانه نقدهای مثبتی از سوی منتقدان موسیقی دریافت کرد و تولید و آواز گاگا ستایش شد، اگرچه برخی متن ترانه را عاری از خلاقیت دانستند. این ترانه به جایگاه چهاردهم جدول ۲۰۰ آهنگ جهانی بیلبورد رسید. موزیک ویدیوی آن در ۲۹ اکتبر ۲۰۲۴ منتشر شد؛ در این ویدیو این گاگا با نسخه‌های مختلفی از خودش روبه‌رو می‌شود و سعی می‌کند ترس‌های انسان‌انگاری‌شده‌اش را کنترل کند.